# Staničići Žumberački
Staničići Žumberački is een plaats in de gemeente Krašić in de Kroatische provincie Zagreb. De plaats telt 13 inwoners (2001).